# Герань крупнокорневищная
Гера́нь крупнокорневи́щная (лат. Geránium macrorrhizum) — вид многолетних, травянистых растений рода Герань (Geranium) семейства Гераниевые (Geraniaceae).

## Распространение и экология
В природе ареал вида охватывает субальпийский пояс Альп, Балкан и Карпат.
Скальные участки.
Гелиофит, но растет и в тени, только цветет хуже. Ксеромезофит, олиготроф.

## Ботаническое описание
Всё растение опушено и ароматно.
Корневище длинное, толстое, ветвящееся по поверхности почвы. Розетки прикорневых листьев на длинных, 20 см черешках отходят от корневища.
Листья ярко-зелёные, удлинённо-округлые, разделённые на 5—7 долей, крупнозубчатые, 6—10 см шириной. Растение вечнозеленое.
Стебли приподняты над прикорневыми листьями на 5—10 см. Благодаря подземным побегам и легко укореняющимся стеблям герань быстро расползается.
Соцветие зонтиковидное. Цветки ярко-пурпуровые, или красноватые, до 3 см в диаметре.
Цветение в июне-июле в течение 20—30 дней. Созревание семян в конце июля — августе.

## В культуре
В культуре с XVII века.
Благодаря длинному, быстро нарастающему корневищу образует плотные заросли. Декоративна весь сезон. Осенняя окраска листвы красная или золотистая.
К составу почвы не требовательна. Предпочитает солнечные места. Засухоустойчива.
Размножают осенью отрезками корневищ с почкой, а также семенами. При семенном размножении сеянцы зацветают на второй год.
Использование: в рокариях, передний план смешанных цветников.

## Сорта
- 'Bevan’s Variety'. Высота куста около 30 см, ширина около 40 см. Цветки простые, около 25 мм в диаметре, лепестки пурпурно-розовые, жилки светлые[3]. Цветет в мае-июле.
- 'Czakor'. Цветки пурпурно-красные.
- 'Lohfelden'. Высота куста около 25 см, ширина около 40 см. Цветки простые, около 25 мм в диаметре, лепестки беловатые со светло-розовыми жилками. Тычиночные нити розовые[4].
- 'Ingwersen’s Variety'. Цветки бледно-розовые.
- 'Insversen'. Цветки фиолетово-розовые.
- 'Spessart'. Высота куста около 30 см, ширина около 40 см. Цветки простые, около 25 мм в диаметре, лепестки беловатые в основании розовые[5]. Отличается наличием зимующих листьев.
- 'Variegata' (syn. 'Variegatum'). Отдельный куст до взрослого состояния разрастается около 3 лет. Листья, покрытые яркими жёлтыми пятнами, часто выглядят слегка мятыми, но это не портит общей картины. Листья не имеют яркого сильного запаха, как у видовой герани. Цветки розовые. В условиях Северо-Запада Российской Федерации зимует хорошо[6]. Высота растений около 25 см, ширина около 30 см. Диаметр цветка около 2,5 см[7].